# John Whitelocke
John Whitelocke (Inglaterra 1757-23 de octubre de 1833) fue un oficial del ejército británico, descendiente de sir James Whitelocke, que participó en 1806 en la invasión al Virreinato del Río de la Plata y, al año siguiente, luego de la ocupación de la ciudad de Montevideo por Samuel Auchmuty, se convertiría en el segundo comandante urbano hasta que volviera al poder de España. Murió el 23 de octubre de 1833.

## Biografía
John Whitelocke ingresó en el ejército en 1778, y ascendió a coronel en 1793. En ese mismo, Saint Domingue, territorio francés en la isla de La Española, pidió a Inglaterra ser incluida como protectorado británico. El gobernador de Jamaica británica organizó entonces una expedición de ocupación el 9 de septiembre de 1793, compuesta por unos setecientos hombres a las órdenes del coronel Whitelocke. Desembarcó el 19 de septiembre en Jérémie, pero fue rechazado en su arremetida contra cabo Tiburón. Después de recibir refuerzos, tomó Saint Marc, Logane y Arcahay y realizó un segundo ataque contra cabo Tiburón, esta vez exitoso, gracias al cual logró el dominio de casi toda la costa occidental de la isla, con excepción de Puerto Príncipe. Asistido por toda la fuerza auxiliar de la parte española del país, sitió Port-de-Paix en la costa septentrional. Intentó en vano sobornar al general Lavaux, comandante de la ciudad, para que entregara el bastión. Poco después, tras la llegada de nuevos refuerzos provenientes de Jamaica, el balance de fuerzas se inclinó a su favor y el 14 de junio de 1794 finalmente pudo ocupar la ciudad.
En los años subsiguientes cumplió funciones en La India, Egipto, y el Cabo de Buena Esperanza. Fue ascendido a teniente general, y en 1807 se le asignó el cargo de comandante en jefe de las fuerzas británicas en el Río de la Plata. Allí las ambiciones británicas de forzar la dependencia comercial del virreinato habían sufrido un duro golpe: la fallida invasión comandada por el general William Carr Beresford terminó en la capitulación del 12 de agosto de 1806 en Buenos Aires, y la expedición de refuerzo de sir Samuel Auchmuty llegó demasiado tarde, por lo que tuvo que contentarse con la toma de Montevideo el 1 de febrero de 1807.
Whitelocke arribó a Montevideo el 10 de mayo de 1807, con un ejército de 6000 hombres al que agregó el de Auchmuty y el remanente del ejército de Beresford, con lo que llegó a reunir un total de 12 000 hombres disciplinados y bien entrenados.
Dejó en Montevideo una guarnición de 2000 soldados y marchó con el resto a Maldonado. De allí, bajo protección de la flota naval del almirante sir Home Riggs Popham desembarcó el 28 de junio de 1807 en Ensenada, al sur de Buenos Aires.
El primero de julio Santiago de Liniers alineó sus tropas en el paso del Riachuelo, quedando con milicias bisoñas, inferior en armamento y número, con el río a sus espaldas, pero Whitelocke prefirió aun así evitar el combate y flanquear a su adversario al costo de demorar sus planes de tomar Buenos Aires. Tras cruzar el río aguas arriba, al anochecer del 2 de julio la vanguardia al mando de Lewison Gower derrotó en el Combate de Miserere a las tropas que Liniers había conseguido trasladar a marchas forzadas. Durante esa noche el alcalde de la ciudad, Martín de Álzaga, ordenó cavar trincheras y construir barricadas en las calles y reunió a las tropas desbandadas, de modo que Liniers, a su regreso, encontró las defensas ya organizadas. Esta mejoría en la posición táctica le permitió rechazar el 3 de julio la demanda de Whitelocke de entregar la ciudad. El comandante británico sin embargo tenía todo preparado para la invasión de la urbe: el 5 de julio condujo a su ejército —dispuesto en formación de ocho columnas— al asalto final.
La resistencia en las calles fue feroz, obligándolo a combatir el día entero, al fin del cual había sufrido 1100 bajas y otros 1500 de sus hombres habían sido capturados. Al día siguiente renovó el asalto, pero la resistencia fue incluso más fuerte: para el mediodía las fuerzas británicas habían sido batidas y rodeadas y habían sufrido la pérdida de más de 2000 soldados, por lo que Whitelocke ofreció su inmediata capitulación. Debió aceptar condiciones humillantes y evacuar la frontera meridional del río dentro de las siguientes cuarenta y ocho horas, y liberar la ciudad de Montevideo en el plazo de dos meses. La rendición fue ratificada el 7 de julio y cumplida al pie de la letra por Whitelocke, que dejó Montevideo el 1 de septiembre junto con todo su ejército.

### El juicio a Whitelocke

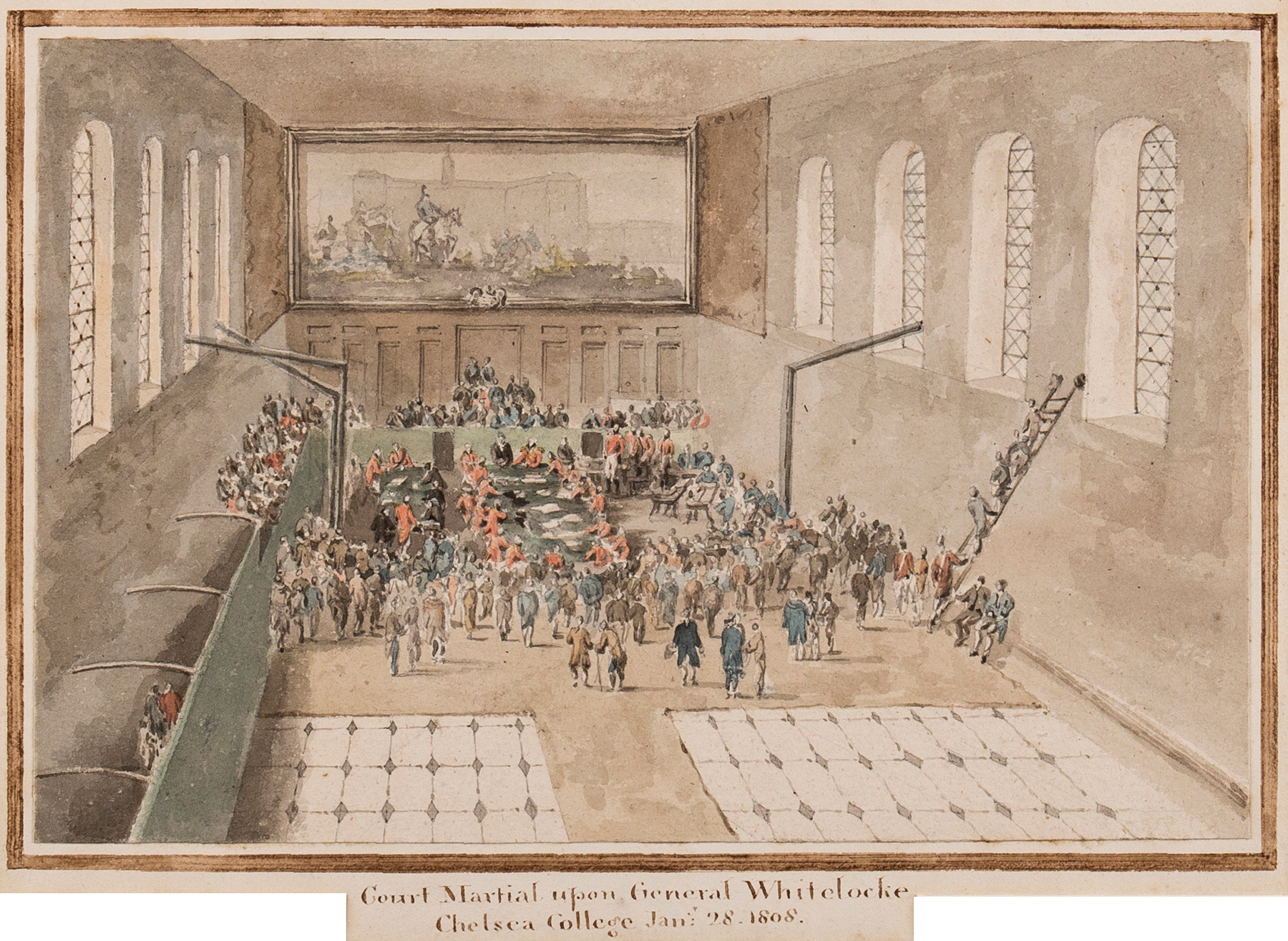
Court Martial upon General Whitelocke
Chelsea College, Jan.28th 1808

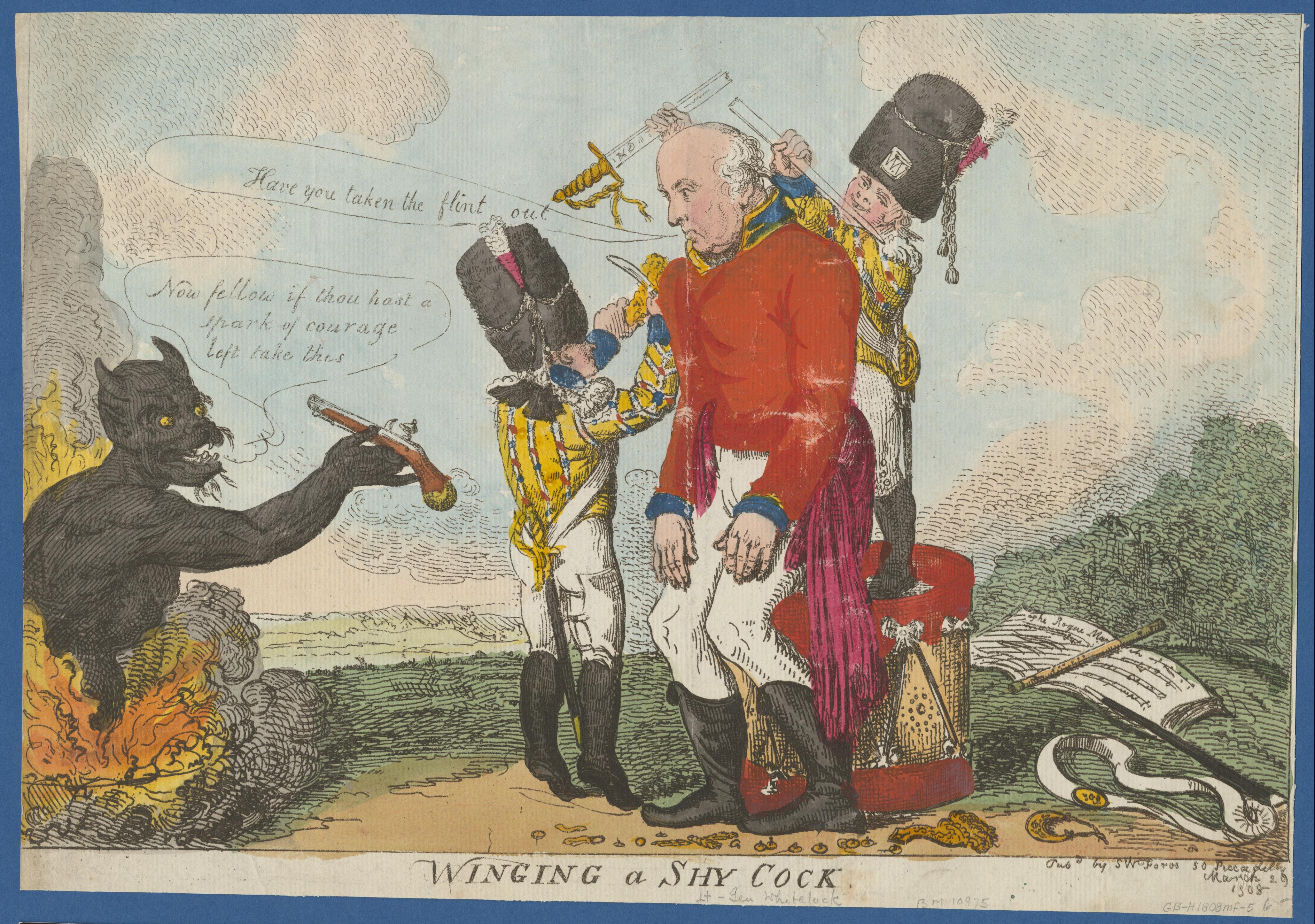
Una caricatura que muestra la degradación de Whitelocke luego de la corte marcial. Dos niños bateristas le quitan su atuendo militar y quiebran su espada al tiempo que un diablo le ofrece un arma para suicidarse.

A su llegada a Inglaterra su desempeño fue interpretado como un gran desfavor a la causa británica en Sudamérica y otras colonias.
Whitelocke fue juzgado en consejo de guerra en Chelsea, cerca de Londres, a partir del 28 de enero de 1808. El fiscal fue Richard Ryder, quien pronunció las siguientes palabras durante el primer día del proceso:

...la expedición al mando de Whitelocke fracasó completamente...lo que ha desvanecido todas las esperanzas que se abrigaban de abrir nuevos mercados a nuestras manufacturas
fiscal Richard Ryder

Calificó al contraste de calamidad nacional y achacó a Whitelocke toda la responsabilidad. El general Gower, segundo de Whitelocke en la expedición, dijo en el juicio que el comandante jamás formó algún plan.
Al cuarto día de sesión (en febrero de 1808), el teniente general John Moore declaró que de haber pasado el río el segundo día y atacado Buenos Aires, la habrían tomado.
Entre otros testigos comparece el general Craufurd, quien criticó al acusado por no haber llevado las calderas de campaña que hubiesen permitido hervir trigo para la alimentación, y no haber contratados a criollos enlazadores de ganado para la alimentación de la tropa.
Gower afirmaría además que los jefes principales no hicieron objeción al plan de ataque el día 4 pues todos descontaban el triunfo. Agregaría luego que:

Jamás hubiera creído que fueran tan implacablemente hostiles como por cierto lo eran...No creo que haya habido un solo hombre realmente adicto a la causa británica en la América española

El testigo Torrens declaró que no se había tomado ninguna medida para la retirada, pues todos estaban seguros «que nuestras operaciones serían coronadas por un triunfo completo».
El teniente coronel Duff, expresó:

Con menos de cien hombres estaba en medio de una ciudad donde todos eran enemigos armados, desde el hijo de la vieja España hasta el negro esclavo

En su defensa Whitelocke manifestó:

Esperaba encontrar una gran porción de habitantes preparados a secundar nuestras miras. Pero resultó ser un país completamente hostil

El testigo Samuel Auchmuty afirmó que las tropas siguieron con las armas sin cargar después de la orden del general para el ataque, y agregó:

La tropa estaba completamente desanimada, hasta el punto de expresarse mucho de los soldados en términos inconvenientes...Quiero decir que la tropa no tenía ninguna confianza en su general

Ante la pregunta del fiscal de si creía que la expedición hubiese triunfado si hubiese sido dirigida de modo diferente, respondió: «No tengo duda de que la fuerza era más que suficiente para tomar Buenos Aires».
Whitelocke inició su defensa el día 14 de marzo. Alegó que había considerado estéril entrar a fuego en la ciudad y había preferido una confrontación directa con los soldados españoles. Y reconoce:

Puedo haber errado en adoptar un plan que ha dado malos resultados. Por confiar en él, puedo haber dejado de tomar toda la precaución necesaria, y que habría tomado de prever la resistencia que se nos opuso

El general White habló a favor de Whitelocke al elogiar la bravura de su actuación en la campaña de Santo Domingo.
El juicio terminó el 18 de marzo formulándose los siguientes cargos:
1. Haber exasperado los ánimos de la población porteña al exigir la entrega de empleados civiles en calidad de guerra.
2. Haber mandado dividir las fuerzas y hacerlas entrar en la ciudad con las armas sin cargar.
3. No haber socorrido a las divisiones que se hallaban acorraladas en Buenos Aires.
4. Haber capitulado de manera de perder las posiciones conquistadas en la ciudad y aún la plaza de Montevideo, «que se hallaba suficientemente guarnecida y provista contra un ataque».

El tribunal lo declaró culpable de todos los cargos mencionados, con excepción del segundo en la parte que se refiere a la orden de llevar armas sin cargar.
Finalmente dispuso darlo de baja y declararlo «inepto e indigno de servir a S.M. en ninguna clase militar».
También ordenó leer la sentencia a todos los regimientos a servicio del Rey e insertarla en los libros de órdenes de regimientos para que:

...sirva de eterno recuerdo de las fatales consecuencias a que se exponen los oficiales revestidos de alto mando que, en el desempeño de los importantes deberes que se les confían, carecen del celo, tino y esfuerzo personal que su soberano y su patria tienen derecho a esperar de ellos.

Vivió en el retiro hasta su muerte en Hall Barn Park, Beaconsfield, Buckinghamshire el 23 de octubre de 1833.

## Lectura adicional
- Proceedings of the General Court-Martial and Defence of General John Whitelocke (en dos volúmenes), Londres, 1808.
- Narrative of the British Expedition to La Plata under Gem Crawford, 1808.
- "El Delicado Umbral de la Tempestad" Novela histórica. Autor: Jorge Castelli